# قلعه نوحاجی موسی
قلعه نوحاجی موسی، روستایی از توابع بخش آفتاب شهرستان تهران در استان تهران ایران است.

## جمعیت
این روستا در دهستان آفتاب قرار دارد و براساس سرشماری مرکز آمار ایران در سال ۱۳۸۵، جمعیت آن ۹۰۳ نفر (۲۰۹خانوار) بوده‌است.